# Ett universum ur ingenting
Ett universum ur ingenting (engelsk originaltitel: A Universe from Nothing: Why There Is Something Rather than Nothing) är en bok av fysikern Lawrence Krauss som publicerades 2012. I boken diskuterar Krauss om den moderna kosmogonin och dess konsekvenser för debatten om Guds existens.